# Jales Breznički
Jales Breznički falu Horvátországban Varasd megyében. Közigazgatásilag Breznicához tartozik.

## Fekvése
Varasdtól 29 km-re, községközpontjától 2 km-re délre az A4-es autópálya mellett fekszik. 

## Története
1857-ben 91, 1910-ben 170 lakosa volt. 1920-ig Varasd vármegye Novi Marofi járásához tartozott. 2001-ben 39 háztartása és 137 lakosa volt.

## Külső hivatkozások
- Breznica község hivatalos oldala